# 短尾同鰭鰩
短尾同鰭鰩（學名：Sympterygia brevicaudata），為軟骨魚綱鰩目單鰭鰩科同鰭鰩屬的一種，分布於東南太平洋厄瓜多到智利中部海域，深度可達18公尺，體長可達38公分，棲息在軟底質海域，為底棲性魚類，屬肉食性，卵生, 卵為長方形鞘囊具有堅硬的觸角，生活習性不明。